# Fondaktierätt
En fondaktierätt ger innehavaren rätt att teckna aktier vid en fondemission, dvs att ägaren till fondaktierätterna erbjuds att erhålla ett visst antal aktier i ett företag på en given tidpunkt i framtiden. Innan 2006 kallades fondaktierätter för delrätter. Äganderätten till fondaktierätten fastställs genom ett fondaktierättsbevis.